# Marsupella moralesae
Marsupella moralesae là một loài rêu tản trong họ Gymnomitriaceae. Loài này được (Váňa) Váňa mô tả khoa học lần đầu tiên năm 2003.